# Travail à la longe
Le travail à la longe est une technique et situation d'éducation et de dressage du cheval, dans laquelle une personne interagit par le moyen d'une longe et d'une chambrière avec le cheval, qui lui tourne autour.
La voix est une aide dont dispose le cavalier pour transmettre ses intentions au cheval. La personne faisant le travail à la longe, appelée longeur ou longeuse, utilise un vocabulaire simple et adapté comme « au pas » ou « au galop », en jouant sur l'intonation de sa voix.
Il est courant d'utiliser une chambrière pour longer un cheval, afin de lui faire comprendre par de légères touches ce qui est attendu de lui.
Le matériel nécessaire pour longer comprend :
- une longe,
- un surfaix (facultatif),
- un enrênement (facultatif) type gogue, chambon, élastique…
- un caveçon, filet habituel, licol éthologique… si filet utiliser une alliance (facultatif).

Il faut toujours porter des gants afin d'éviter les brûlures qui peuvent être causées par la longe, et ne jamais porter d'éperon mais des bottes, la longe pouvant se prendre dedans et provoquer un accident si le cheval sort de son cercle et emporte la personne qui le longe.

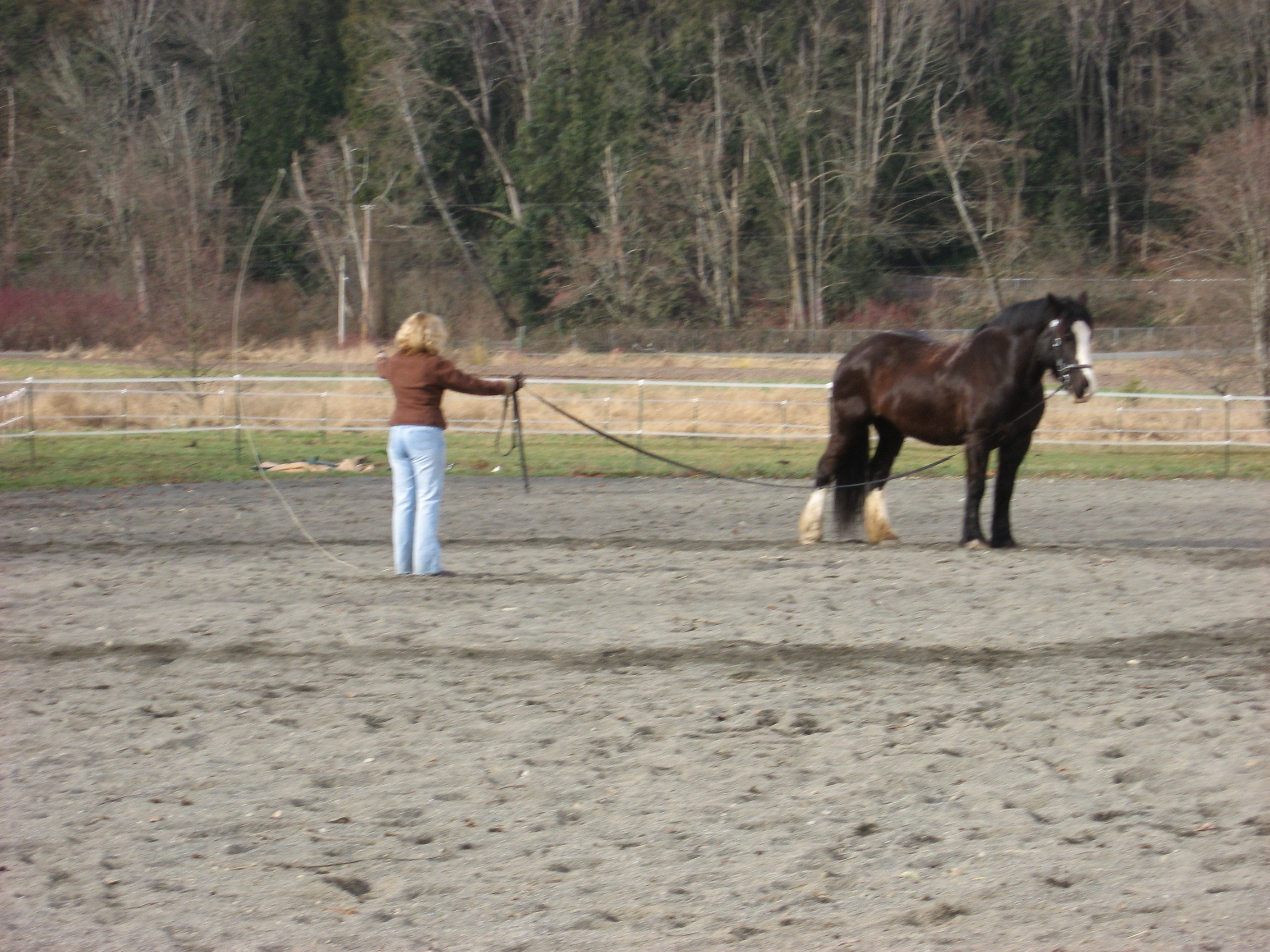
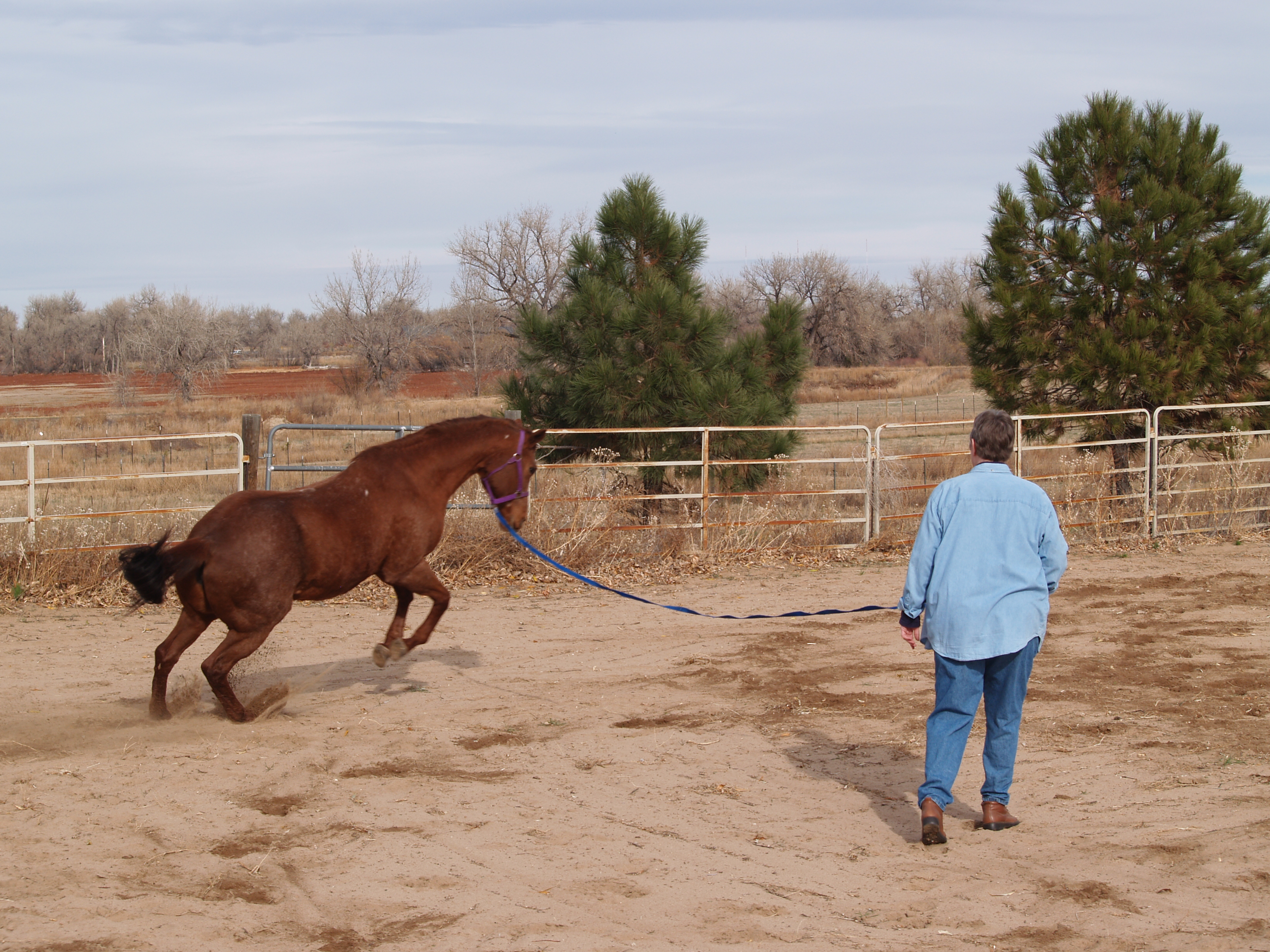
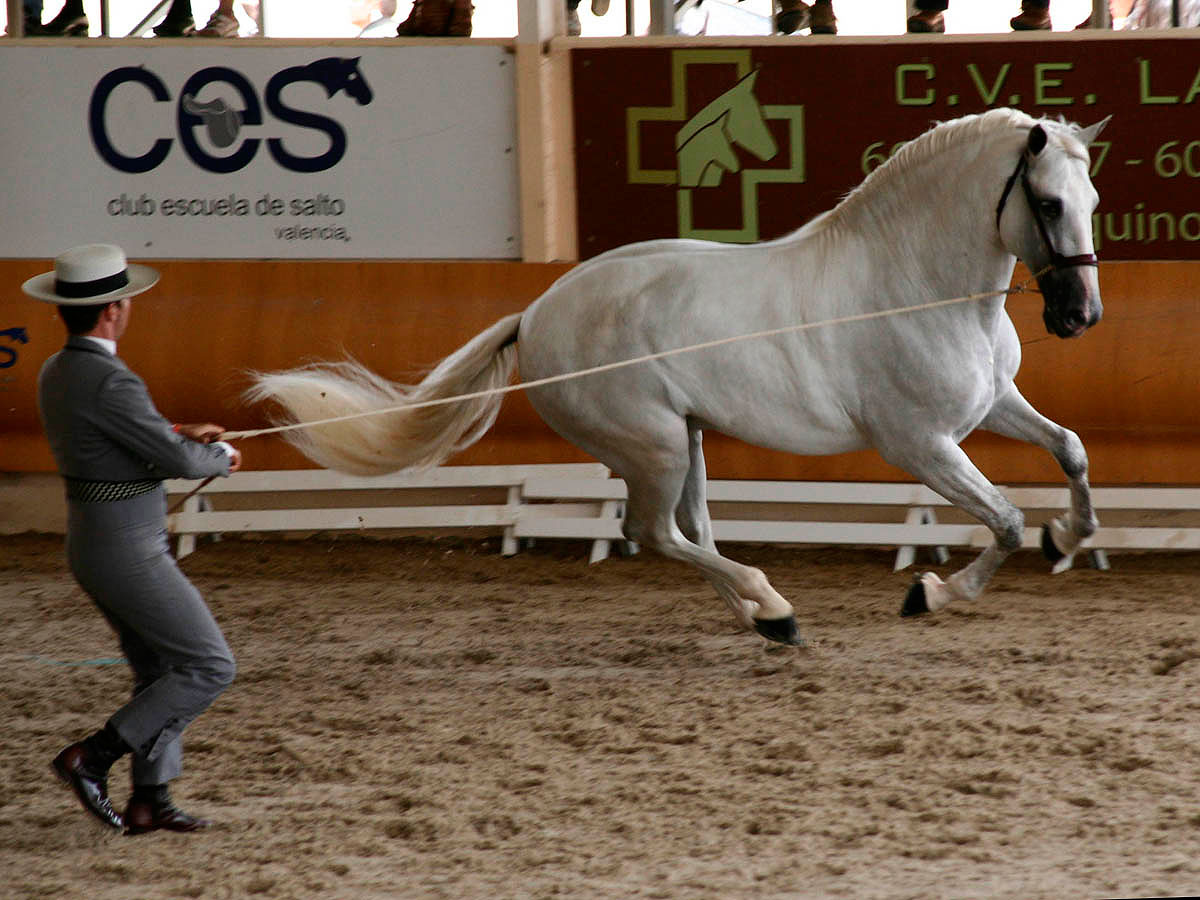
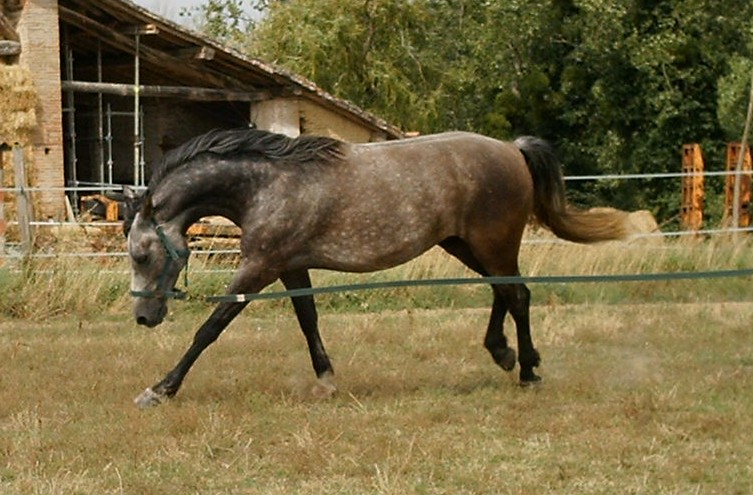